# Бертольд III (маркграф Истрии)
Бертольд III (по другой нумерации — IV или V; нем. Berthold III.; ок. 1120/1125 — 14 декабря 1188) — граф Андекса, маркграф Истрии и Крайны (под именем Бертольд I) с 1173 года. Второй сын Бертольда II фон Андекс (ум. 1151) и его первой жены Софии Истрийской (ум. 1132), дочери маркграфа Истрии и Крайны Поппо II (ум. 1098/1103).

## Жизнь и деятельность
Бертольд III унаследовал от родителей обширные владения и пользовался большим влиянием в Священной Римской империи. Под его контролем находились пути из Германии в Италию. Он неоднократно сопровождал императора Фридриха Барбароссу в его походах.
В 1157 году Бертольд наследовал владения угасшей линии графов Дисенских. После смерти графа Экберта III фон Формбах-Питтен вступил в борьбу за наследство с графом Штирии Оттокаром III. В результате Питтен достался Штирии, а Бертольд получил Нойбург, Шердинг и Виндберг.
Брат Бертольда епископ Бриксена Оттон VI фон Андекс в 1165 году наделил его графскими правами в Норитале и Пустертале, а позднее предоставил права фогтства в своем епископстве и в монастыре Нойштифт.
В 1170-е годы Бертольд купил земли к югу от реки Инн и построил мост в том месте, где потом образовался город Инсбрук.
В 1173 году получил от Фридриха Барбароссы в качестве имперского лёна маркграфство Истрия-Крайна, которым ранее владел Энгельберт III фон Шпанхайм, двоюродный брат его матери.
В 1180 году после падения Генриха Льва сын Бертольда III — Бертольд IV получил титул герцога Меранского, и Андексская династия стала княжеской.
Бертольд III умер в 1188 году и был похоронен в монастыре Дисен.

## Семья
Бертольд был женат дважды.
Первая жена — Гедвига фон Дахау-Виттельсбах. Дети:
- Бертольд IV (ум. 1204)
- София (ум. 1218); муж: Поппо VI (ум. 1190), граф Хеннеберг
- Кунигунда (ум. после 1207); муж: Эберхард III, граф Эберштайн
- Мехтильда (ум.1245); 1-й муж — Фридрих I (ум. 1178), граф Гогенбург; 2-й муж: Энгельберт III, граф Горицы.

Вторая — Лиутгарда, дочь датского короля Свена III. Дети:
- Поппо фон Андекс-Меран (ум. 1245), епископ Бамберга с 1239
- Берта, аббатиса в Гербштедте.